# Kilkís (dème)
Pour les articles homonymes, voir Kilkis (homonymie).
Kilkís (grec moderne : Δήμος Κιλκίς, Dhímos  Kilkís) est un dème (municipalité) de la périphérie de Macédoine-Centrale, dans le district régional homonyme, en Grèce. 
Il a été créé sous sa forme actuelle en 2010 dans le cadre du programme Kapodistrias, par la fusion des anciens dèmes de Kilkís, de Kroússa, de Doïráni, de Chérso, de Mouriés, de Pikrolímni et de Gallikós devenus des districts municipaux.
Le recensement de population de 2021 aboutit à 55357 habitants dans ce dème.